# Dendronephthya boletiformis
Dendronephthya boletiformis is een zachte koraalsoort uit de familie Nephtheidae. De koraalsoort komt uit het geslacht Dendronephthya. Dendronephthya boletiformis werd in 1887 voor het eerst wetenschappelijk beschreven door Ridley. 